# Kuznyeck
Kuznyeck (orosz nyelven: Кузнецк) város Oroszország európai részén, a Penzai terület Kuznyecki járásának székhelye, de maga a város nem része a járásnak.
Lakossága: 88 839 fő (a 2010. évi népszámláláskor). 2010-től 2020-ig népessége folyamatosan csökkent.

## Elhelyezkedése
A Volgamenti-hátság nyúlványain, Penza területi székhelytől 121 km-re keletre, a Trujov (a Szura mellékfolyója) partján helyezkedik el. Vasútállomás a Penza–Szizrany vasúti fővonalon. A városon át vezet az  „Urál” főút. 

## Története
Neve az orosz kuznyec ('kovács') szóból származik. A falu Trujevo (vagy Trujovo) néven 1699-ben keletkezett, később Trujovo-Nariskino néven volt ismert. Az elnevezés első része a folyónévből származik, második része a Nariskin hercegi család nevéből, amelynek birtokaihoz a falu is tartozott. Mai nevét 1780-ban kapta, amikor város és egyben ujezd székhelye lett. Az akkor készült városi címer leírása szerint a településen sok kovácsmester dolgozott. Az itteni vasútvonalon 1864-ben indult meg a forgalom. A második világháború idején számos gépipari üzemet evakuáltak a városba, melyek később a további ipari fejlődés alapjául szolgáltak.

## Gazdasága
A Moszkvából 1941-ben evakuált hadiüzemből fejlődött ki a Kuzpolimermas nevű (1966) vegyipari gépgyártó vállalat. A sorozatos átalakítások, tulajdonosváltások és műszaki fejlesztések után, 2007-től a cég GT7 (GasTechnology 7) néven működik tovább. Fő profilja: cseppfolyós gázok, olajszármazékok, vegyianyagok szállítására szolgáló tartály- és félpótkocsik gyártása.
A Kuztyeksztyilmas (rövidített) nevű gépipari vállalat elődje 1917 előtt keletkezett. A kezdetben mezőgazdasági eszközöket gyártó, majd réz- és vasöntő üzemmé alakult céget a szovjet korszakban államosították. A háború idején a frontra termelt és 1946-ban alakult át textilipari gépgyárrá. A gyárból vagy annak egy részéből 2002-ben kft.-t alapítottak, de 2007-ben az is megszűnt.
A város szélén sok évtizeden át katonai repülőtér működött. Az önkormányzat 2017-ben kapta vissza az 50 hektárnyi területet, melyre a tervek szerint új lakótelepet építenek.